# Jakub Karski
Jakub Karski herbu Jastrzębiec – łowczy podlaski w 1677 roku, skarbnik zakroczymski w 1670 roku.
Poseł sejmiku sochaczewskiego na sejm 1681 roku.